# 斯特凡·霍尔姆
斯特凡·霍尔姆（瑞典語：Stefan Holmo，1976年5月25日—），瑞典男子跳高運動員。曾获得2004年夏季奥林匹克运动会男子跳高项目金牌以及2003年世界田径锦标赛男子跳高银牌。

## 國際獎項
夏季奧林匹克運動會
- 2004, 雅典 — 2.36 米 — 金牌

世界田徑錦標賽
- 2003, 巴黎 — 2.32 米 — 銀牌

世界室內田徑錦標賽
- 2008, 巴倫西亞 — 2.36 米 — 金牌
- 2004, 布達佩斯 — 2.35 米 — 金牌
- 2003, 伯明翰 — 2.35 米 — 金牌
- 2001, 里斯本 — 2.32 米 — 金牌

歐洲田徑錦標賽
- 2006, 哥德堡 — 2.34 米 — 銅牌
- 2002, 慕尼黑 — 2.29 米 — 銀牌

歐洲室內田徑錦標賽
- 2007, 伯明翰 — 2.34 米 — 金牌
- 2005, 馬德里 — 2.40 米 — 金牌
- 2002, 維也納 — 2.30 米 — 銀牌